# Oberthal (Gemeinde Assling)
Oberthal ist ein Ort im Tiroler Pustertal wie auch Ortschaft  der Gemeinde Assling im Bezirk Lienz (Osttirol).

## Geographie
Oberthal liegt rund 1,5 km nordöstlich des Hauptortes Unterassling.
Die Ortschaft liegt im Pustertal sowie im Tal des Thal-Baches, der den Ort durchfließt. 
Der Ort gehört zur Katastralgemeinde Thal.

## Kirche

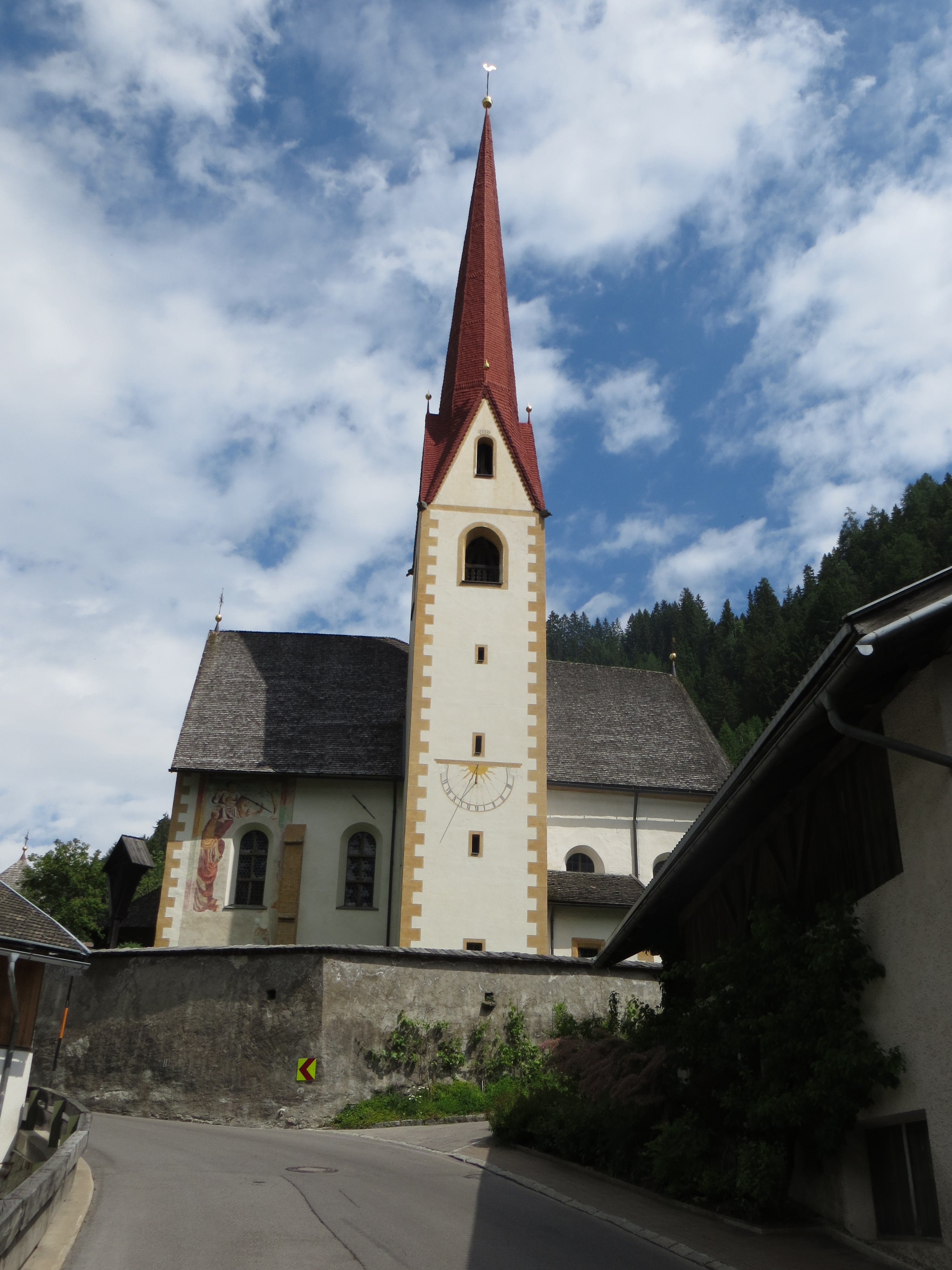
Filialkirche St. Ulrich

Im Ort befindet sich die katholische Filialkirche St. Ulrich, die zur Pfarre Unterassling gehört. Alter und Baujahr sind nicht genau bekannt. Der gotische Baustil der Kirche weist auf circa 1400 als Erbauungsjahr hin. Der barocke Hochaltar entstand 1668. Er dominiert die Ausstattung. Im Turm befindet sich neben drei Nachkriegsglocken auch eine historisch bedeutsame Glocke von 1697.  